# Oreocarya thyrsiflora
Oreocarya thyrsiflora är en strävbladig växtart som beskrevs av Edward Lee Greene. Oreocarya thyrsiflora ingår i släktet Oreocarya och familjen strävbladiga växter. Inga underarter finns listade i Catalogue of Life.